# 満宮神社
満宮神社（まんぐうじんじゃ）は、静岡県田方郡函南町塚本地区に鎮座する神社。

## 概要
塚本地区の田園地帯の中央にある小高い丘である森山の南麓に鎮座している。
式内社である文梨神社（ふみなしじんじゃ）の論社である。
祭神から元来は八幡宮であり、それが訛って「満宮」になったと考えられる。

## 祭神
- 誉田別命

## 境内社
- 森山稲荷神社 - 森山の頂上に鎮座する[2]。